# Summerfield (Kansas)
Summerfield és una població dels Estats Units a l'estat de Kansas. Segons el cens del 2000 tenia 211 habitants.

## Demografia
Segons el cens del 2000, Summerfield tenia 211 habitants, 75 habitatges, i 53 famílies. La densitat de població era de 239,6 habitants/km².
Dels 75 habitatges en un 33,3% hi vivien nens de menys de 18 anys, en un 64% hi vivien parelles casades, en un 6,7% dones solteres, i en un 29,3% no eren unitats familiars. En el 26,7% dels habitatges hi vivien persones soles el 17,3% de les quals corresponia a persones de 65 anys o més que vivien soles. El nombre mitjà de persones vivint en cada habitatge era de 2,48 i el nombre mitjà de persones que vivien en cada família era de 3,02.
Per edats la població es repartia de la següent manera: un 23,7% tenia menys de 18 anys, un 6,2% entre 18 i 24, un 19,9% entre 25 i 44, un 16,6% de 45 a 60 i un 33,6% 65 anys o més.
L'edat mediana era de 45 anys. Per cada 100 dones de 18 o més anys hi havia 78,9 homes.
La renda mediana per habitatge era de 26.250 $ i la renda mediana per família de 31.875 $. Els homes tenien una renda mediana de 19.375 $ mentre que les dones 14.500 $. La renda per capita de la població era de 17.046 $. Entorn del 7,1% de les famílies i l'11,8% de la població estaven per davall del llindar de pobresa.

## Poblacions més properes
El següent diagrama mostra les poblacions més properes.